# Comté de Bonneville
Le comté de Bonneville est un comté des États-Unis situé dans l’État de l'Idaho. En 2000, la population était de 82 522 habitants et elle était estimée à 91 856 habitants en 2005. Son siège est Idaho Falls. Le comté a été créé en 1911 et nommé en l'honneur de Benjamin Louis Eulalie de Bonneville, explorateur français de l'ouest américain.

## Géolocalisation
| Comté de Jefferson | Comté de Madison Comté de Teton | Comté de Teton (Wyoming)   |
| Comté de Bingham   | Comté de Bonneville             |                            |
|                    | Comté de Caribou                | Comté de Lincoln (Wyoming) |

## Démographie
| 1920   | 1930   | 1940   | 1950   | 1960   | 1970   |
| ------ | ------ | ------ | ------ | ------ | ------ |
| 17 501 | 19 664 | 25 697 | 30 210 | 46 906 | 51 250 |

| 1980   | 1990   | 2000   | 2010    | 2020    | - |
| ------ | ------ | ------ | ------- | ------- | - |
| 65 980 | 72 207 | 82 522 | 104 234 | 123 964 | - |

## Principales villes
- Ammon
- Idaho Falls
- Iona
- Irwin
- Ririe (partiellement dans le comté)
- Swan Valley
- Ucon